# Erzbistum Bangkok
Das in Thailand gelegene Erzbistum Bangkok (lat.: Archidioecesis Bangkokensis) mit Sitz in Bangkok wurde bereits 1662 als Apostolisches Vikariat Siam aus Gebieten der Apostolischen Vikariate Tonking und Cochin begründet. Dessen Sitz war jedoch zunächst in der damaligen siamesischen Hauptstadt Ayutthaya.
Am 10. September 1841 wurde das Vikariat geteilt in Ostsiam und Westsiam. Nach der Ausgliederung eines eigenen apostolischen Vikariats für Laos 1899, nahm „Ostsiam“ am 3. Dezember 1924 den Namen Apostolisches Vikariat Bangkok an. Zu diesem Zeitpunkt hatte es eine Ausdehnung von 200.000 km². 
Die apostolischen Vikare waren von der Errichtung im 17. bis Mitte des 20. Jahrhunderts bis auf wenige Ausnahmen französische Missionare der Pariser Mission. Erster apostolischer Vikar war Louis Laneau, der den siamesischen König Narai 1684 zur Entsendung einer Gesandtschaft nach Frankreich anregte. Von 1841 bis 1862 wurde das apostolische Vikariat von Jean-Baptiste Pallegoix geleitet, der eine intensive Korrespondenz mit König Mongkut führte und eines der ersten westlichen Wörterbücher des Thailändischen erarbeitete. 
Das apostolische Vikariat wurde am 18. Dezember 1965 zum Erzbistum erhoben und ist Metropolitanbistum über die fünf Suffraganbistümer Chanthaburi, Chiang Mai, Chiang Rai, Nakhon Sawan, Ratchaburi und Surat Thani.

## Bischöfe

### Apostolischer Vikar von Siam
- Louis Laneau MEP (1669–1696)
- Louis Champion de Cicé MEP (1700–1727)
- Jean-Jacques Tessier de Quéralay MEP (1727–1736)
- Jean de Lolière-Puycontat MEP (1738–1755)
- Pierre Brigot MEP (1755–1776), Ernennung zum Suprior der Mission sui juris Pondicherry, Indien
- Olivier-Simon Le Bon MEP (1776–1780)
- Joseph-Louis Coudé MEP (1782–1785)
- Arnaud-Antoine Garnault MEP (1786–1811)
- Esprit-Marie-Joseph Florens MEP (1811–1834)
- Jean-Paul-Hilaire-Michel Courvezy MEP (1834–1841)

### Apostolischer Vikar von Ostsiam
- Jean-Baptiste Pallegoix MEP (1841–1862)
- Ferdinand-Aimé-Augustin-Joseph Dupond MEP (1864–1872)
- Jean-Louis Vey MEP (1875–1909)
- René-Marie-Joseph Perros MEP (1909–1924)

### Apostolischer Vikar von Bangkok
- René-Marie-Joseph Perros MEP (1924–1947)
- Louis-August-Clément Chorin MEP (1947–1965)
- Joseph Khiamsun Nittayo (1965)

### Erzbischof von Bangkok
- Joseph Khiamsun Nittayo (1965–1972)
- Michael Michai Kardinal Kitbunchu (1972–2009)
- Francis Xavier Kriengsak Kardinal Kovitvanit (2009–2024)
- Francis Xavier Vira Arpondratana (seit 2025)

### Koadjutorbischöfe
- Jean-Jacques Tessier de Quéralay MEP (1717–1727)
- Pierre Brigot MEP (1755)
- Olivier-Simon Le Bon MEP (1764–1776)
- Esprit-Marie-Joseph Florens MEP (1810–1811)
- Barthélemy Bruguière MEP (1828–1831), Ernennung zum Apostolischen Vikar von Korea
- Jean-Paul-Hilaire-Michel Courvezy MEP (1832–1834)
- Jean-Baptiste Pallegoix MEP (1838–1841)
- Joseph Khiamsun Nittayo (1963–1965)